# Sauze de Césane
Sauze de Césane (en italien, Sauze di Cesana) est une commune italienne de la ville métropolitaine de Turin, dans la région Piémont.

## Administration
| Période                                  | Période | Identité           | Étiquette | Qualité |
| ---------------------------------------- | ------- | ------------------ | --------- | ------- |
|                                          |         | Erwin Strazzabosco |           |         |
| Les données manquantes sont à compléter. |         |                    |           |         |

### Communes limitrophes
Césane, Pragela, Prali, Sestrières.